# Stazione di Divaccia
La stazione di Divaccia (in sloveno Divača) è una stazione ferroviaria posta sulla linea Trieste-Vienna, e capolinea della ferrovia Istriana per Pola; serve l'omonimo comune.

## Storia
La stazione fu attivata il 28 luglio 1857, all'apertura della tratta da Lubiana a Trieste, che completava la linea Trieste-Vienna.
Nel 1876, con l'apertura della ferrovia Istriana, divenne stazione di diramazione.
Dopo la prima guerra mondiale, con l'annessione della zona al Regno d'Italia, la stazione passò alle Ferrovie dello Stato italiane, assumendo il nome di Divaccia-San Canziano.
Dopo la seconda guerra mondiale la stazione passò alla rete jugoslava (JŽ), venendo ribattezzata Divača, analogamente al centro abitato. Dal 1991 appartiene alla rete slovena (Slovenske železnice).